# Бугловце
Бугловце (словац. Buglovce) — село и одноимённая община в районе Левоча Прешовского края Словакии. В письменных источниках начинает упоминаться с 1335 года.

## География
Село расположено в юго-западной части края, в северной части Горнадской котловины, при автодороге 3211. Абсолютная высота — 457 метров над уровнем моря. Площадь муниципалитета составляет 3,03 км².

## Население
| Год:                | 1994 | 2004    | 2014    | 2024    |
| ------------------- | ---- | ------- | ------- | ------- |
| Количество человек: | 257  | 265     | 270     | 269     |
| Разница:            |      | +3,11 % | +1,88 % | −0,37 % |

По данным последней официальной переписи 2011 года, численность населения Бугловце составляла 271 человек.
Динамика численности населения общины по годам:
Национальный состав населения (по данным переписи населения 2011 года):
| Национальность | Численность, человек |
| -------------- | -------------------- |
| словаки        | 263                  |
| русины         | 1                    |
| не указана     | 5                    |